# 台灣啤酒英熊
台灣啤酒英熊（英語：TaiwanBeer HeroBears）為臺灣職業籃球隊，以臺北市作為球隊所在地，曾以會員身份參與T1聯盟賽事，球隊主場館為臺北市立大學天母校區體育館。
台灣啤酒英熊成立於2021年，在2021–22年賽季成為T1聯盟創始球隊，2023年6月T1聯盟參賽權由台新育樂股份有限公司承接。
台灣啤酒英熊的T1聯盟參賽權屬於運營方智翔運動管理顧問股份有限公司，球員合約屬於台灣啤酒公司。

## 歷史

### 2021年
2021年5月11日，SBL超級籃球聯賽台灣啤酒總教練周俊三表示，球隊有機會加入新聯盟，也會在超級籃球聯賽留下一支球隊。5月24日，新聯盟表示有來自新北市、臺北市、臺中市與高雄市的企業向聯盟提出加盟申請。6月21日，T1聯盟與四支球隊未來五年的運營與財務規劃在聯盟的球團領隊會議中正式通過，四支球隊正式簽署加盟意向書、繳交加盟權利金新臺幣500萬元，並簽署三年不退出聯盟之保證。7月9日，「智翔運動管理顧問股份有限公司」核准設立，董事長為呂柏翔。9月2日，台灣啤酒宣佈以「台灣啤酒英熊」參戰T1聯盟，領隊由丁彥哲擔任，由王建惟出任教練，周俊三繼續在超級籃球聯賽執教球隊。9月8日，台灣啤酒英熊宣佈由哈孝遠出任總經理。9月16日，台灣啤酒英熊宣佈由楊志豪擔任總教練，總經理哈孝遠表示球隊以臺北市立大學天母校區體育館作為主場館。11月2日，台灣啤酒英熊正式亮相球隊啦啦隊「小調啤」。

### 2022年
2022年5月19日，台灣啤酒英熊確定例行賽排名第四、晉級季後挑戰賽。5月22日，台灣啤酒英熊在季後挑戰賽以128比110擊退桃園雲豹，晉級四強賽。5月27日，台灣啤酒英熊在四強賽以0比2不敵高雄全家海神。

### 2023年
2023年4月16日，台灣啤酒英熊確定例行賽排名第四、晉級季後挑戰賽。4月27日，台灣啤酒英熊在季後挑戰賽第二戰不敵臺中太陽，吞下二連敗，系列賽以1比2遭到淘汰。6月26日，T1聯盟常務理事會決議台新育樂股份有限公司承接台灣啤酒英熊運營方智翔運動管理顧問股份有限公司的T1聯盟參賽權，據報導花費新臺幣1500萬元取得。

## 歷年戰績
以下列出球隊過去在T1聯盟的戰績。
| 聯盟總冠軍 | 晉級季後賽 |

| 賽季    | 聯盟 | 例行賽 | 例行賽 | 例行賽 | 例行賽 | 例行賽 | 季後賽                                                          |
| 賽季    | 聯盟 | 名次   | 已賽   | 勝場   | 敗場   | 勝率   | 季後賽                                                          |
| ------- | ---- | ------ | ------ | ------ | ------ | ------ | --------------------------------------------------------------- |
| 2021–22 | T1   | 4 / 6  | 30     | 16     | 14     | .533   | 獲勝 季後挑戰賽（桃園雲豹）2比0 落敗 四強賽（高雄全家海神）0比2 |
| 2022–23 | T1   | 4 / 6  | 30     | 16     | 14     | .533   | 落敗 季後挑戰賽（臺中太陽）1比2                                 |

## 主場館
台灣啤酒英熊從2021年起使用臺北市立大學天母校區體育館作為球隊主場館。2022年2月19日至20日兩場主場賽事改在臺北和平籃球館舉行。2023年4月8日、9日與22日三場主場賽事改在輔仁大學中美堂。

## 外部連結
- 官方网站
- 台灣啤酒英熊的Facebook專頁
- 台灣啤酒英熊的Instagram帳戶
- YouTube上的台灣啤酒英熊頻道